# Eumecocera trivittata
Eumecocera trivittata là một loài bọ cánh cứng trong họ Cerambycidae.